# Grimsby
Grimsby es un puerto marítimo en el estuario de Humber en Lincolnshire, Inglaterra. Ha sido el centro administrativo de la autoridad unitaria de North East Lincolnshire desde 1996. Según la leyenda, Grimsby fue fundada en el siglo noveno por Grim, un pescador danés.

## Historia
Grimsby fue fundada por los daneses en el siglo IX, aunque hay alguna evidencia de un pequeño pueblo de trabajadores romanas situadas en la zona unos siete siglos antes. Ubicado en El Refugio, que desembocaba en el Humber, Grimsby habría proporcionado un lugar ideal para los buques a los refugios de tormentas que se aproximan. También estaba bien situado para los ricos caladeros en el Mar del Norte.
Durante el siglo XII, Grimsby se convirtió en un puerto pesquero y comercial, en el duodécimo lugar en ranking de importancia para la Corona en términos de ingresos fiscales. La ciudad fue concedida su carta por el rey Juan I de Inglaterra en 1201. El primer alcalde fue instalado en 1218.

## Economía
Grimsby, Immingham y Cleethorpes, forman juntos el área económica conocida como Gran Grimsby. Los principales sectores de la economía del Gran Grimsby son comida y bebida, puertos y logística; energía renovables, productos químicos y las industrias de proceso y de los medios digitales.
El puerto de Grimsby y Immingham es el puerto más grande del Reino Unido por tonelaje. Su primer gran calado ubicación en el estuario de Humber, ofrece a las empresas acceso directo a la Europa continental y más allá. Con una privilegiada ubicación en aguas profundas en el estuario de Humber, una de las rutas más frecuentadas de Europa comerciales, desempeña un papel central en la vida comercial del Reino Unido. El puerto es operado por Associated British Ports (ABP), el más grande y el principal grupo británico de puertos. Grimsby y Immingham, y 19 puertos de ABP, forman una red de todo el Reino Unido capaz de manejar todo tipo imaginable de carga.

## Ciudades hermanadas
- Tromsø, Noruega
- Bremerhaven, Alemania
- Banjul, Gambia
- Dieppe, Francia
- Valladolid, España